# Cyclorana vagitus
Cyclorana vagitus är en groddjursart som först beskrevs av Tyler, Davies och Martin 1981.  Cyclorana vagitus ingår i släktet Cyclorana och familjen lövgrodor. Inga underarter finns listade i Catalogue of Life.
Exemplaren når en längd av 42 till 48 mm. De har flera vårtiga utskott i huden som är brun med några mörkare fläckar.
Arten har två från varandra skilda populationer i norra Australien. Den lever i låglandet och i bergstrakter upp till 900 meter över havet. Exemplaren vistas i gräsmarker nära vattenansamlingar och de gräver i det övre jordlagret. Grodynglen utvecklas i vattnet och metamorfosen är avslutad efter ungefär en månad.
För beståndet är inga hot kända. IUCN kategoriserar arten globalt som livskraftig.